# Hemarthria altissima
Hemarthria altissima är en gräsart som först beskrevs av Jean Louis Marie Poiret, och fick sitt nu gällande namn av Otto Stapf och Charles Edward Hubbard. Hemarthria altissima ingår i släktet Hemarthria och familjen gräs. Inga underarter finns listade i Catalogue of Life.

## Bildgalleri

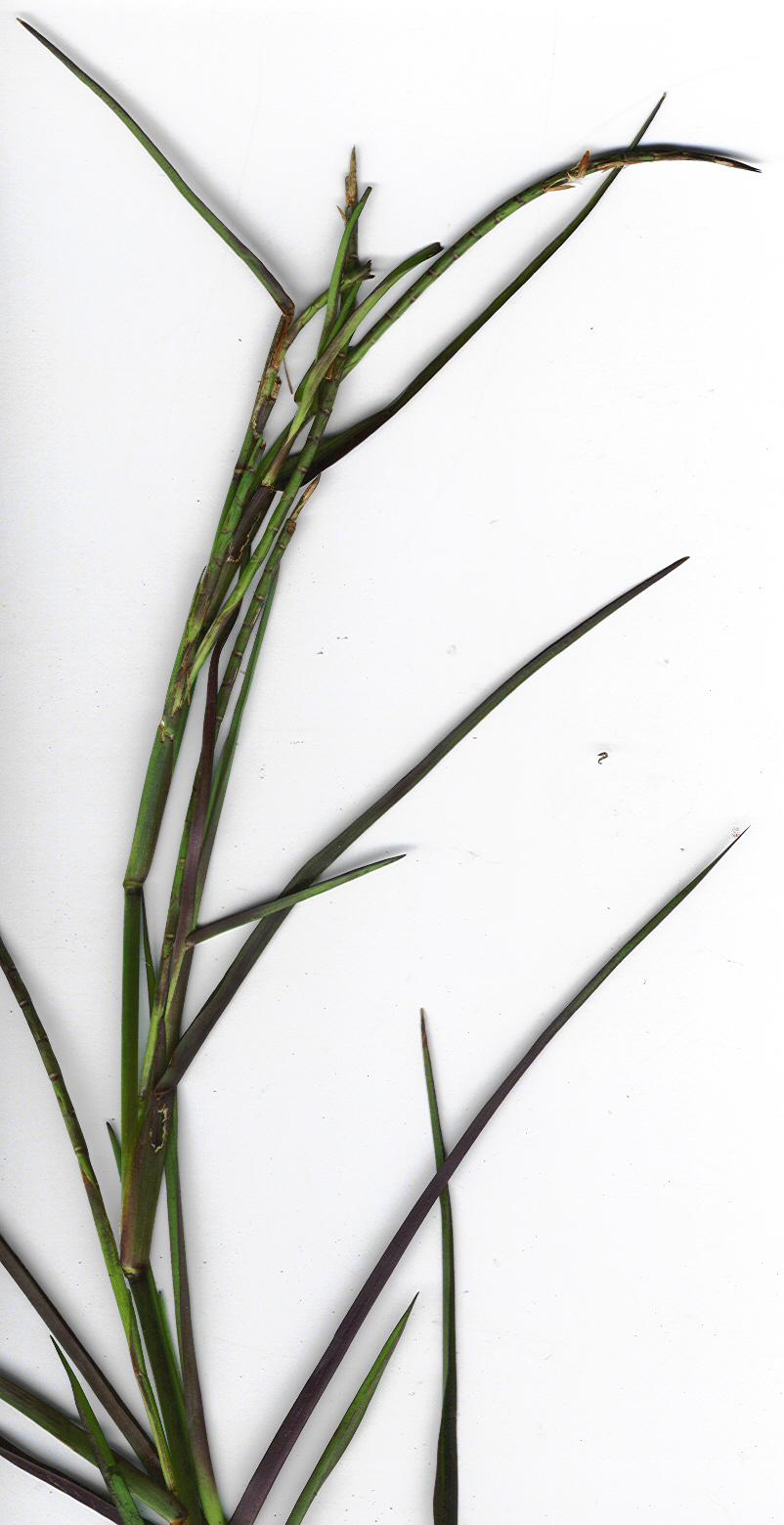
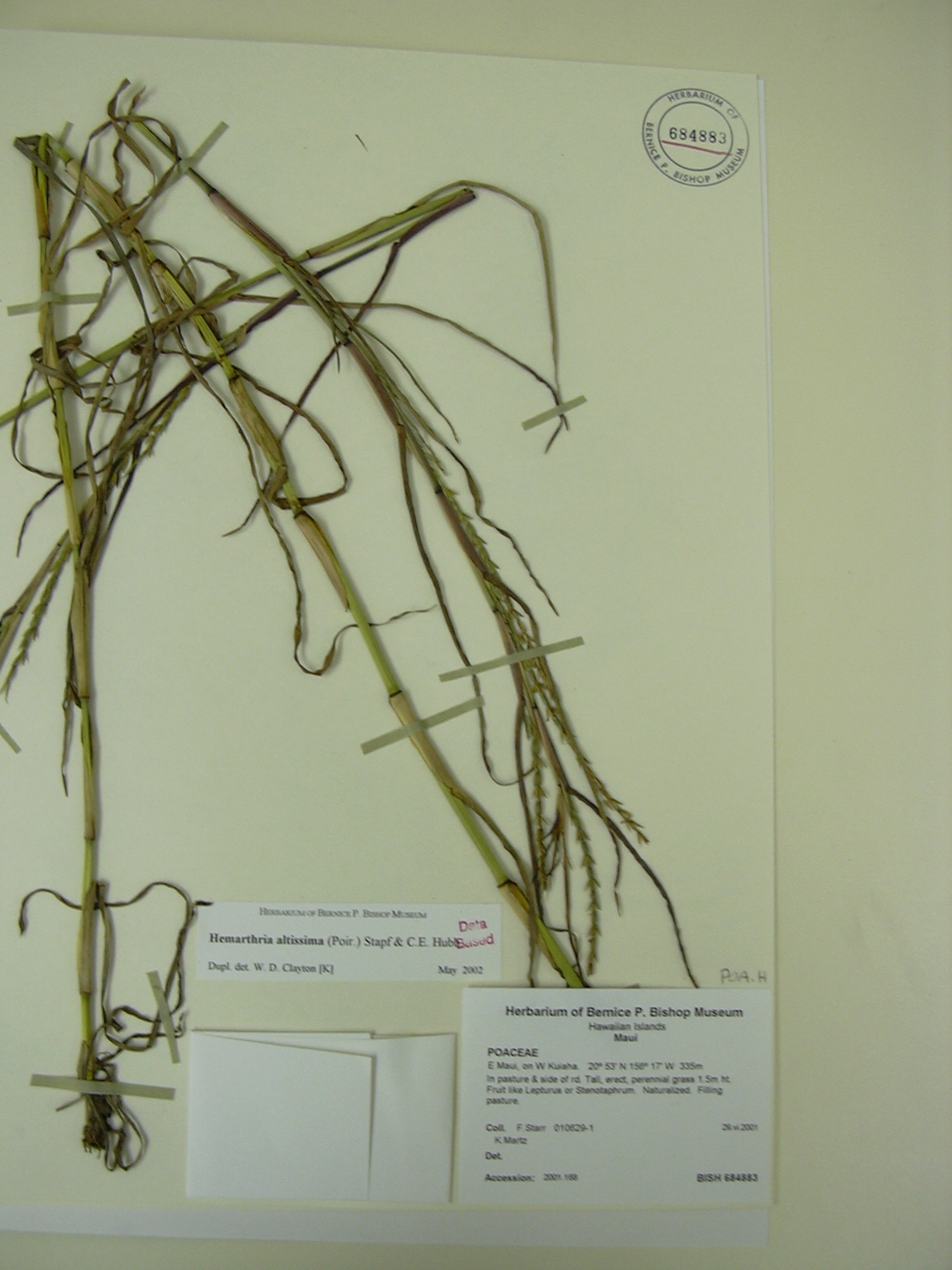